# Đảo Sơn Ca
Sơn Ca (tiếng Anh: Sand Cay; tiếng Filipino: Bailan; tiếng Trung: 敦謙沙洲; bính âm: Dūnqiān shāzhōu, Hán-Việt: Đôn Khiêm sa châu) là một đảo cát nhỏ thuộc cụm Nam Yết của quần đảo Trường Sa. Đảo này nằm cách đảo Ba Bình và cảng Cam Ranh lần lượt là 6,6 hải lý (12,2 km) và 331 hải lý (613 km) về phía đông.
Đảo Sơn Ca là đối tượng tranh chấp giữa Việt Nam, Đài Loan, Philippines và Trung Quốc. Hiện Việt Nam đang kiểm soát đảo này như một phần của xã Sinh Tồn, huyện Trường Sa, tỉnh Khánh Hòa (xã Sinh Tồn thuộc huyện Trường Sa được thành lập năm 2007 trên cơ sở đảo Sinh Tồn và các đảo, đá, bãi phụ cận).

## Đặc điểm

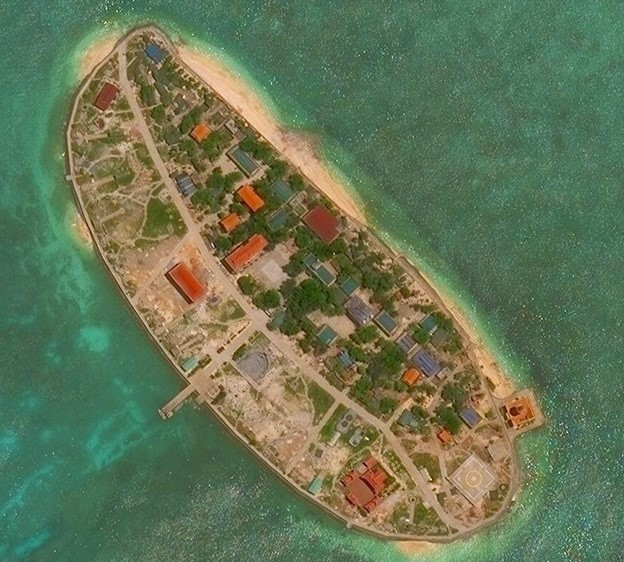
Ảnh vệ tinh chụp đảo Sơn Ca năm 2020 (NASA)

Tọa độ địa lí ghi trên bia chủ quyền là 10°22′42″B 114°28′33″Đ / 10,37833°B 114,47583°Đ. Đảo có hình bầu dục, nằm theo trục tây bắc-đông nam với địa hình nhô cao ở giữa và thoải dần về thềm san hô bao quanh. Thềm san hô của đảo rộng khoảng 1 km2. Đảo dài khoảng 440 m, rộng khoảng 160 m, đạt độ cao từ 3,5 đến 3,8 m khi thủy triều xuống thấp nhất. Thủy triều nơi đây tuân theo chế độ nhật triều.
Theo viện Nghiên cứu Quốc tế và Chiến lược (CSIS), Việt Nam đã bồi đắp thêm 3.9 hectare cho đảo Sơn Ca. Theo như hình ảnh vệ tinh LandsatLook thì vào năm 2020, diện tích đất nổi của đảo là 6 ha.

Từ tháng 10 năm 2021, Việt Nam bắt đầu tiến hành đợt bồi đắp mới ở đảo Sơn Ca, Nam Yết và Phan Vinh. Theo AMTI thì tính đến tháng 11 năm 2023, đảo Sơn Ca được bồi đắp thêm khoảng 33 ha, đưa diện tích tổng cộng của đảo này khoảng 40 ha, cùng với một âu tàu rộng khoảng 18 ha.  

## Cơ sở hạ tầng
Trên đảo có Hải đăng Sơn Ca cao 28 m được xây dựng vào năm 2009. Ngoài ra trên đảo có hệ thống điện gió, một bệnh xá và một sân đỗ trực thăng.
Đảo có công viên Đại tướng Võ Nguyên Giáp tổng diện tích hơn 400m2.
Trên đảo có một cơ sở phật giáo là chùa Sơn Linh, được xây dựng và hoàn thành cuối năm 2014.

## Môi trường
Đảo Sơn Ca không có nguồn nước ngọt tự nhiên. Đất đai trên đảo là cát san hô phủ một lớp mùn mỏng lẫn phân chim nên màu mỡ hơn các đảo khác. Thảm thực vật tại đây đa dạng và xanh tốt với trên 3.000 cây lâu năm trong đó có nhiều cây có tuổi đời trên 60 năm. Các loài thực vật trên đảo bao gồm dừa, bàng vuông, muống biển, phi lao, sồi và một số loài cỏ thân mềm có nguồn gốc tự nhiên hoặc do con người mang từ đất liền ra. Một vài loài cây ăn quả như bưởi, mít, na, ổi và thanh long cũng đang được trồng mới.
Vùng biển xung quanh đảo có nhiều loài cá có giá trị kinh tế cao như cá chim, cá mú, cá ngừ, cá thu cùng các loài ốc và hải sâm. Chim chóc cũng thường ghé thăm đảo này. Khí hậu của đảo mang đặc trưng của khu vực Trường Sa với mùa hè mát và mùa đông ấm; mùa khô bắt đầu từ tháng 2 đến tháng 5 còn mùa mưa từ tháng 5 đến tháng 1 năm sau. Nhiều tàu thuyền từ ven biển Việt Nam và các nước trong vùng đến đánh bắt, khai thác và chế biến hải sản trong mùa khô khi thời tiết thuận lợi.

## Lịch sử
Sau khi quần đảo Hoàng Sa thất thủ thì vào ngày 30 tháng 1 năm 1974, chính quyền Việt Nam cộng hòa tiến hành chiến dịch Trần Hưng Đạo 48 đưa quân ra đồn trú và tăng cường phòng thủ các đảo ở quần đảo Trường Sa. đưa lực lượng ra đóng ở năm đảo thuộc quần đảo Trường Sa. Trước đó thì Hải quân Việt Nam Cộng hòa đã đồn trú ở đảo Nam Yết từ tháng 8 năm 1973.  Sau khi đưa quân đổ bộ lên đảo Song Tử Tây vào ngày 1 tháng 2 năm 1974 thì đội tàu gồm hộ tống hạm Đống Đa HQ 07 và hải vận hạm Tiền Giang HQ 405 do đại tá Nguyễn Văn May chỉ huy tiếp tục đổ bộ đóng giữ đảo Sơn Ca vào ngày 2 tháng 2 năm 1974.
Sau khi Hải quân nhân dân Việt Nam giành quyền kiểm soát đảo Song Tử Tây (14 tháng 4 năm 1975), lực lượng Hải quân Việt Nam Cộng hòa tăng cường phòng thủ đảo Nam Yết, nơi đặt trung tâm chỉ huy của họ ở quần đảo Trường Sa. Đêm 24 rạng sáng 25 năm 4 năm 1975, lực lượng Hải quân nhân dân Việt Nam gồm 2 tàu 673 và 641 đi từ đảo Song Tử Tây do thiếu úy Đỗ Viết Cường đã đổ bộ bí mật, bất ngờ nổ súng đánh chiếm và làm chủ hoàn toàn đảo Sơn Ca.